# Acorduloceridea querna
Acorduloceridea querna – gatunek błonkówki z rodziny Pergidae.

## Taksonomia
Gatunek ten został opisany w 1990 roku przez Davida Smitha. Holotyp (samiec) został odłowiony w okolicach miasta Cuernavaca w Meksyku na wysokości ok. 2300 (7000 stóp) m n.p.m.

## Zasięg występowania
Meksyk, znany jedynie ze stanu Morelos.